# Tallende
Tallende – miejscowość i gmina we Francji, w regionie Owernia-Rodan-Alpy, w departamencie Puy-de-Dôme.
Według danych na rok 1990 gminę zamieszkiwało 970 osób, a gęstość zaludnienia wynosiła 162 osoby/km² (wśród 1310 gmin Owernii Tallende plasuje się na 237. miejscu pod względem liczby ludności, natomiast pod względem powierzchni na miejscu 954.).